# Ioulia Svyrydenko
Ioulia Anatoliïvna Svyrydenko (en ukrainien : Юлія Анатоліївна Свириденко, Ioulia Anatoliivna Svyrydenko), née le 25 décembre 1985 à Tchernihiv (RSS d'Ukraine, URSS), est une femme d'État ukrainienne. Elle est Première ministre d'Ukraine depuis le 17 juillet 2025, à la tête du gouvernement Svyrydenko.
Avant cela, elle est la première vice-Première ministre de l'Ukraine et simultanément ministre du Développement économique et du Commerce de l'Ukraine de 2021 à 2025.

## Biographie

### Jeunesse et débuts professionnels
Ioulia Svyrydenko naît le 25 décembre 1985 à Tchernihiv, alors en RSS d'Ukraine. Ses parents travaillent tous deux dans le secteur public. En 2008, Ioulia Svyrydenko est diplômée de l'université nationale de commerce et d'économie de Kiev en gestion antimonopole.
Elle entame sa carrière professionnelle dans le secteur privé, avant d'être admise dans la fonction publique dans l'oblast de Tchernihiv, où elle gravit progressivement les échelons. Revenant sur son expérience dans le privé, elle la décrit comme « une sorte d'école de la douleur des entrepreneurs », ce qui la pousse à agir en leur faveur par la suite. 

### Début de carrière politique
En 2019, Ioulia Svyrydenko fait ses débuts en politique nationale en devenant l'adjointe du ministre de l'Économie (en).
Le 5 mai 2020, le président ukrainien Volodymyr Zelensky la nomme représentante de l'Ukraine dans le sous-groupe des questions sociales et économiques du groupe de contact trilatéral sur la résolution de la situation dans le Donbass (Ukraine - Organisation pour la sécurité et la coopération en Europe - Russie). Le 22 décembre 2020, elle devient chef-adjointe du bureau du président, en remplacement d'Ioulia Kovaliv. Au sein du cabinet présidentiel, elle est chargée des questions économiques et des relations avec les entrepreneurs.

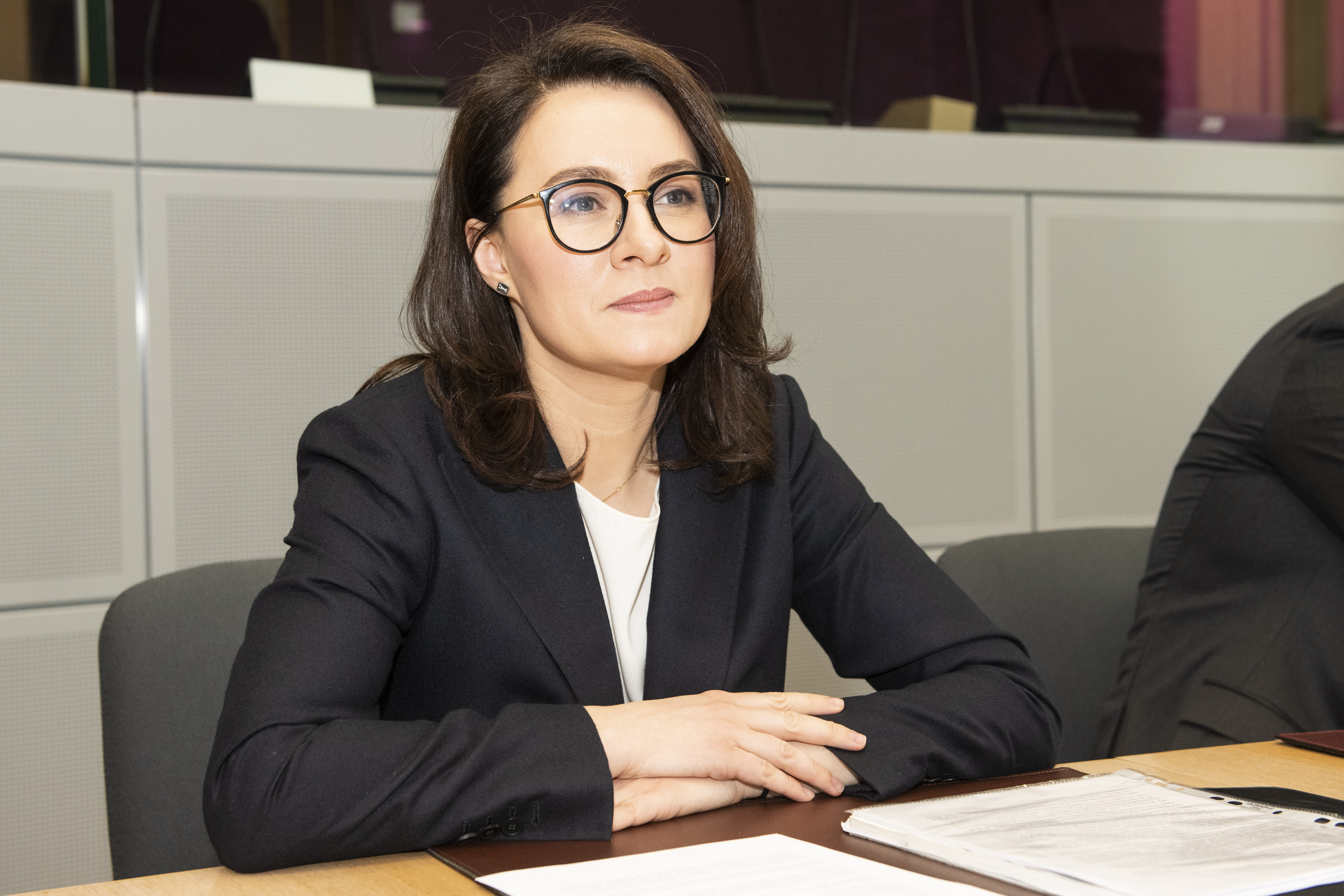
Ioulia Svyrydenko devant la Commission européenne, en 2023.

Le 4 novembre 2021, le Parlement ukrainien nomme Ioulia Svyrydenko première vice-Première ministre, et ministre de l'Économie de l'Ukraine, après que 256 députés ont voté pour sa nomination. Elle est membre du Conseil de défense et de sécurité nationale d'Ukraine.
En 2023, elle est nommée dans la liste TIME100 Next du magazine Time. L'article la qualifie comme « emblématique de la résilience du peuple ukrainien ».
En 2025, au cours de la guerre russo-ukrainienne et de l'invasion du pays par la Russie depuis 2022, elle joue un rôle de premier plan dans les négociations avec les États-Unis de l'administration Trump en vue de l'accord sur les ressources minérales, notamment afin d'assurer la poursuite de l'aide militaire.

### Première ministre
Le 17 juillet 2025, Ioulia Svyrydenko est nommée Première ministre par le président Volodymyr Zelensky, en remplacement de Denys Chmyhal, en poste depuis 2020. Elle est la seconde femme à exercer cette fonction après Ioulia Tymochenko. Elle est chargée de former un gouvernement, qui se trouve « resserré » autour de « fidèles de Zelensky ».
La Rada approuve sa nomination et celle du nouveau gouvernement par 262 voix sur 450. Dès son arrivée, elle fait de l'« approvisionnement fiable de l'armée et [de] l'expansion de la production nationale d'armes » ses priorités. Elle annonce également la tenue d'un audit des finances publiques afin de réaliser des économies, ainsi que l'accélération des privatisations d'entreprises.

## Vie privée
Ioulia Svyrydenko est mariée à Serhiy Derlemenko, dirigeant de grandes entreprises dans le secteur des télécommunications et du bâtiment. Ils ont une fille.
Peu après la nomination de Svyrydenko à la tête du gouvernement, Obozrevatel s'intéresse au grand appartement « haut de gamme » qu'elle occupe avec sa famille dans le centre historique de Kyïv à partir de 2021. Selon le média en ligne, cité par TV5 Monde, la ministre bénéficierait d'un « montage » pour y habiter, alors qu'elle possède déjà plusieurs appartements dans sa ville natale, Tchernihiv.